# Chenzhou
Chenzhou (郴州; pinyin: Chēnzhōu) è una Città-prefettura della provincia cinese dell'Hunan.

## Suddivisioni amministrative
- Distretto di Beihu
- Distretto di Suxian
- Zixing
- Contea di Anren
- Contea di Guidong
- Contea di Guiyang
- Contea di Jiahe
- Contea di Linwu
- Contea di Rucheng
- Contea di Yizhang
- Contea di Yongxing